# Rocca Roveresca

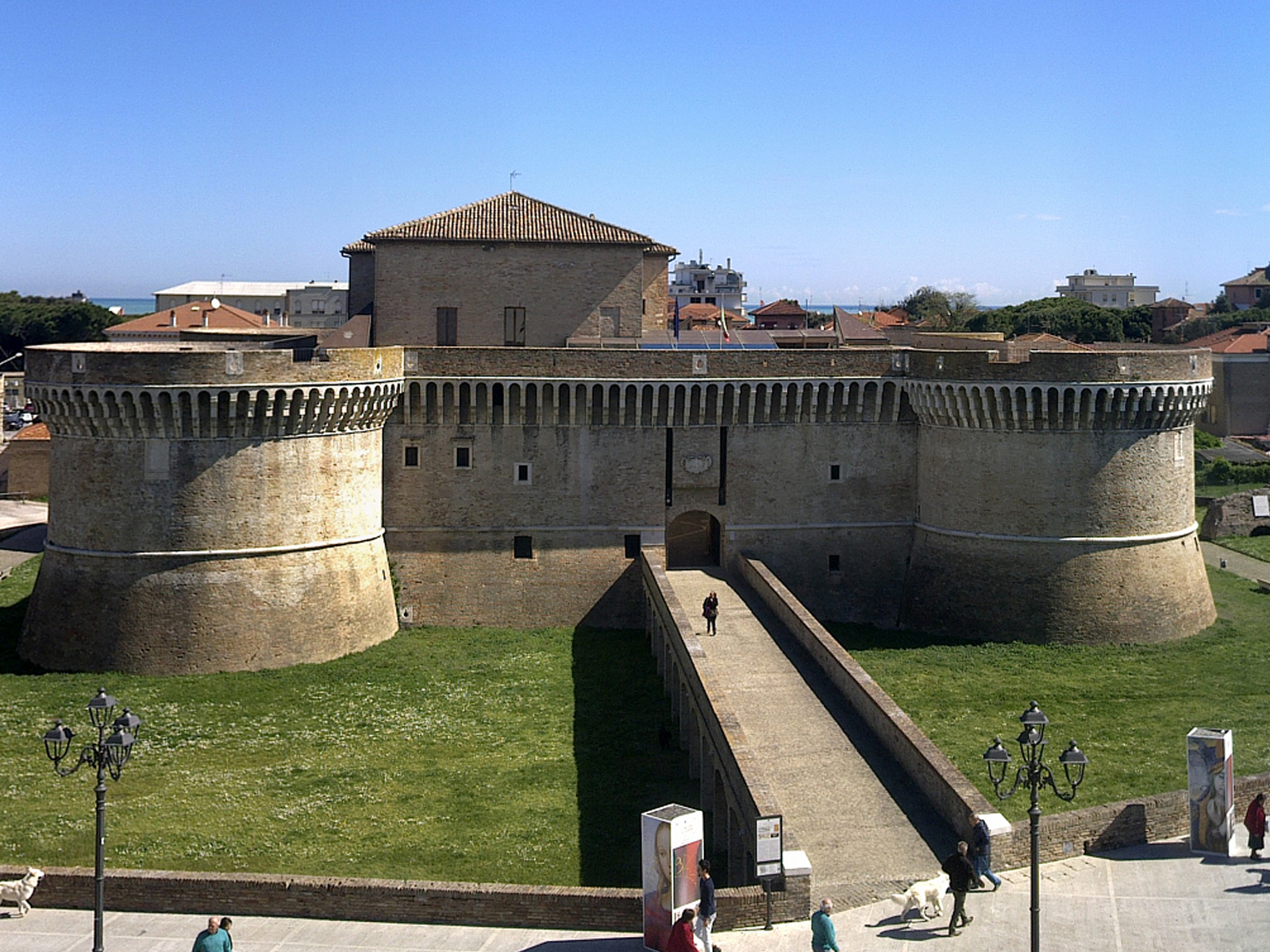
Die Rocca Roveresca

Die Rocca Roveresca ist eine Festung aus der Renaissance in Senigallia, Region Marken. Die Festung ist nach ihrem Bauherrn Giovanni della Rovere, dem Herrn von Senigallia, benannt und wurde ab 1480 nach Plänen von Baccio Pontelli gebaut, der einem Projekt von Luciano Laurana folgte.
Die Rocca besitzt einen quadratischen Grundriss und vier zylindrische Eckbastionen. Ein zinnenbewehrtes Kranzgesims umläuft die gesamte Festung, die nur über eine lange Brücke erreichbar ist.
Die Rocca Roveresca kann besichtigt werden, beherbergt auch ein Museum mit einer Sammlung von Waffen vom Mittelalter bis zum 17. Jahrhundert und zeigt in inszenierten Räumen das Leben auf der Burg in der Renaissance.